# Guaranito
Il guaranito è una bevanda analcolica gassata, di tipo "cola", a base di guaranà nativo (Paullinia cupana), zucchero di canna, acqua e aromi naturali, venduta nell'ambito del commercio equo e solidale.
Il guaranito di Altromercato è imbottigliato a Mariano Comense con guaranà proviene dall'amazzonia brasiliana, grazie ad un'organizzazione autonoma di 7000 indios, che vivono nell'area indigena Andirá-Marau, unico ecosistema al mondo di guaranà nativo. Lo zucchero di canna proviene invece dalla Costa Rica.
Ha un colore rosso ed è molto saporita. Contiene caffeina (guaranina).